# 黃鶴 (嘉靖進士)
黃鶴（1532年—？），字鳴臯，號聞野，河南開封府杞縣人，民籍，明朝政治人物。同進士出身。

## 生平
嘉靖三十四年（1555年）乙卯科河南鄉試第五十九名舉人。嘉靖三十八年（1559年）中式己未科會試第九十八名，三甲第十八名進士。授嘉兴府推官，四十一年擢户部山西司主事，督饷易州，四十四年晋户部郎中，督饷延宁，駐花馬池。累疏乞归，隆慶元年（1567年）獲允回乡，五年起复兵部武库司郎中，次年父亲去世守喪。万历十一年（1583年）十月升湖广副使，遷浙江右参政，十五年十一月升湖广荆西兵备按察使，十六年五月调任陕西。

## 家族
曾祖黃志；祖父黃銘，祖母魏氏；父黃廷佐（1502年-1572年），字辅之，號北廓；母孫氏（1506年-1580年）。重庆下。從弟鵠、鴻、鳳。